# Caillé
Pour les articles homonymes, voir Caillé (homonymie).
Pour l’article ayant un titre homophone, voir Caillié.
 (février 2024).
Si vous disposez d'ouvrages ou d'articles de référence ou si vous connaissez des sites web de qualité traitant du thème abordé ici, merci de compléter l'article en donnant les références utiles à sa vérifiabilité et en les liant à la section « Notes et références ».
Le terme caillé désigne  :
- le produit obtenu après coagulation du lait par synérèse.
- des appellations fromagères diverses, comme dans le Midi de la France. Ce sont des fromages à l'état physique éphémère et dont le goût est susceptible de s'altérer, donc à consommer sans attendre.

## Définition fromagère
Le caillé est un produit solide, issu du lait par précipitation de ses caséines sous l'effet d'une substance acide ou/et de présure. C'est l'état premier de tout fromage. La partie liquide restante est le lactosérum ou petit-lait. La transformation du lait en caillé est appelée « coagulation » ou « caillage ». En laiterie, le caillage du lait est habituellement obtenu par ajout de présure. Mais tout acide, comme le jus de citron ou le vinaigre, est susceptible de l'entraîner.

## Appellation fromagère
Le caillé est également l'appellation, commerciale ou populaire, du fromage fraîchement produit dans certaines régions et terroirs français du Midi de la France comme le Rouergue, le Quercy, les Lannes… Il s'élabore au sein de tous ces terroirs de production fromagère car c’est la forme que présente le fromage avant d'être affiné. C'est un fromage à pâte fraîche, à base de lait de vache, de lait de chèvre, ou de lait de brebis appelé aussi fromage blanc ou fromage frais.             
En dehors du Sud de la France, ce fromage frais prend des dénominations ou appellations différentes. Par exemple, en Allemagne, c'est le quark, principal ingrédient du käsekuchen, qui est à l'origine du cheesecake, un gâteau nord-américain. En Italie, on l'appelle la cagliata ou la giuncata et, en Ligurie, ce type de fromage est largement consommé sous le nom de prescinsöa ou prescinsêua.
Le caillé peut se consommer avec du sel, du poivre, des herbes aromatiques (ciboulette, thym…), du sucre, du miel, de la confiture, etc.
La caillebotte, caillé présure non égoutté, est populaire dans tout l'Ouest de la France et dans les régions basques (kalluata) et est parfois commercialisée sous l'appellation caillé. Toutefois, n'étant pas égouttée, ce n'est pas réellement un fromage (ce qui n'ôte rien à ses qualités). Le lait caillé de Fès est le même produit.

## Voir aussi

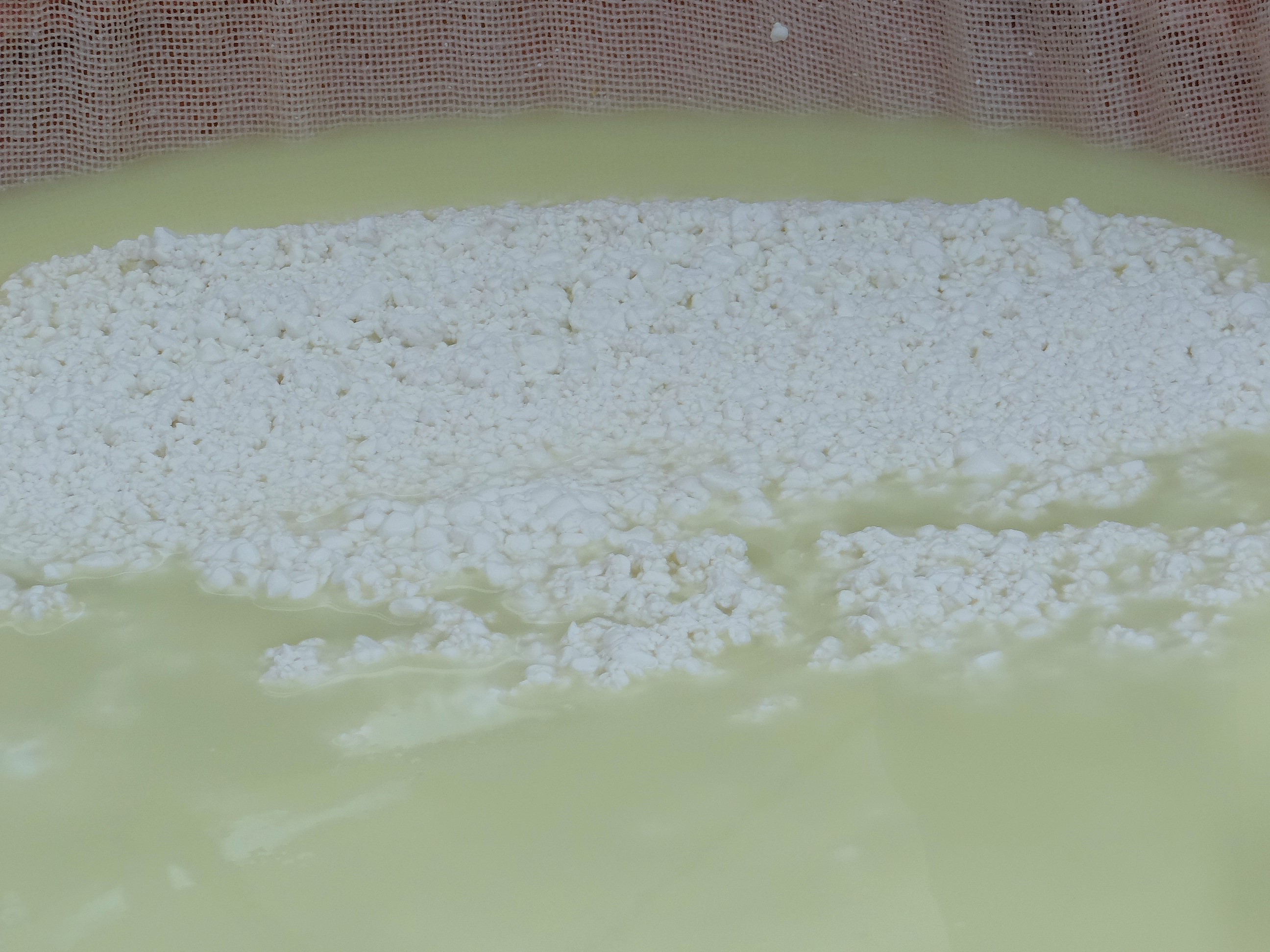
Caillé de lait de chèvre.